# Dissy
Dissy (Eigenschreibweise DISSY, geboren als Till Krücken in Ostberlin), auch unter dem Namen Dissythekid bekannt, ist ein deutscher Rapper.

## Leben und Karriere
Dissy wuchs als Kind einer Opernsängerin in Erfurt auf. Nachdem er ein freiwilliges soziales Jahr im Theater absolviert hatte, studierte er Medienkunst.
Erstmals öffentlich in Erscheinung trat Dissy, damals noch als Dissythekid, im Jahr 2014. Im September desselben Jahres veröffentlichte er die EP Pestizid. Die Veröffentlichung erfolgte zunächst digital. Über das Musiklabel Heart Working Class erfolgte kurze Zeit später auch eine physische Veröffentlichung in Form einer CD.
2017 veröffentlichte er eine weitere EP mit dem Namen Fynn. Nach eigener Aussage ist der Titel eine Hommage an seinen Produzenten und Alter Ego Fynn. Wie schon bei der ersten EP erfolgte auch hier zunächst eine digitale Veröffentlichung. Als einziges Feature findet sich das deutsche Produzentenduo Donkong im Track Medizin wieder. Kurz nach Veröffentlichung der EP erschien der gleichnamige begleitende Kurzfilm.
Im September 2018 wurde sein Debütalbum Playlist 01 anders als die vorherigen EPs über das Caroline-Sublabel Corn Dawg Records veröffentlicht. Auf dem Album befinden sich unter anderem Features mit dem deutschen Sänger und Rapper Clueso.
Im Januar 2020 veröffentlichte er die EP Bugtape Side A, welche ebenfalls über das Musiklabel Corn Dawg Records erschien. Darauf sind der Rapper Tightill und der Sänger MOAT als Featuregäste vertreten. Im März 2022 veröffentlichte er das Album Anger Baby.
Außerdem war er immer wieder als Regisseur, seltener auch als Editor vor allen Dingen von Musikvideos unter anderem für Clueso, Megaloh, Juju und Veysel tätig.

## Künstlername und Alter Ego
Während er unter dem Namen „Dissy“ rappt, nennt er sich als Produzent „Fynn“. Er beschreibt Fynn als eher düster; Dissy hingegen als sehr nett und ein wenig naiv. Erst nachdem JUICE beide wie einzelne Personen beschrieben hatte, entwickelte Dissy eine Hintergrundgeschichte zu den beiden Charakteren. Fynn verbindet der Rapper eher mit seiner Jugend, deren Erinnerungen sich gut als Material für klassischen Gangsta-Rap eignen, während Dissy eher er selbst ist.

## Diskografie
Alben
- Playlist 01, Caroline (2018)
- Bugtape (2021)
- Anger Baby (2022)
- Schattentape (2024)

EP
- Pestizid (2014)
- Fynn – EP (2017)
- Bugtape Side A (2020)[14]
- Bugtape Side B (2021)